# Mae Jemison
Mae Carol Jemison (Decatur (Alabama), 17 oktober 1956) is een Amerikaans voormalig ruimtevaarder. Ze was de eerste Afro-Amerikaanse vrouw in de ruimte. In 1993 verliet zij NASA en ging zij als astronaut met pensioen.

## Biografie

### Jeugd
Jemison werd geboren in Decatur op 17 oktober 1956, de jongste van drie kinderen. Haar ouders zijn Charlie Jemison en Dorothy Jemison (geboren als Dorothy Groen). Haar vader was toezichthouder van een liefdadigheidsorganisatie en haar moeder werkte het grootste deel van haar carrière als basisschoollerares Engels en wiskunde op de Ludwig van Beethoven Elementary School in Chicago, Illinois . Het gezin woonde eerst in Woodlawn en later in de buurt van Morgan Park . Jemison wist al op jonge leeftijd al dat ze wetenschap wilde studeren en ooit de ruimte in wilde gaan. De televisieserie Star Trek en in het bijzonder de speelprestatie van luitenant Uhura door de Afro-Amerikaanse actrice Nichelle Nichols hebben haar interesse in de ruimte verder aangewakkerd.
Jemison had van jongs af aan een grote interesse in de natuur en de menselijke fysiologie. Ze observeerde haar omgeving aandachtig en gebruikte die observaties om meer te leren over wetenschap. Haar moeder moedigde haar nieuwsgierigheid aan, en beide ouders steunden haar fascinatie voor wetenschap. Die steun kreeg ze echter niet altijd van haar leraren. Toen ze op jonge leeftijd aan een kleuterjuf vertelde dat ze later wetenschapper wilde worden, ging die er automatisch van uit dat ze verpleegster bedoelde. Ook het gebrek aan vrouwelijke astronauten tijdens de Apollo-missies frustreerde Jemison. Ze herinnerde zich later: ‘iedereen was enthousiast over de ruimte, maar ik herinner me dat ik enorm geïrriteerd was dat er geen vrouwelijke astronauten waren.’
Jemison begon op haar negende met ballet en sloot zich op haar twaalfde, toen ze naar de middelbare school ging, aan bij het cheerleadingteam en volgde lessen in Moderne Dans. Haar liefde voor dans ontstond al op jonge leeftijd. Ze leerde uiteenlopende stijlen, waaronder Afrikaanse en Japanse dans, maar ook ballet, jazz en moderne dans. Als kind droomde Jemison ervan om professioneel danser te worden. Op veertienjarige leeftijd deed ze auditie voor de hoofdrol van Maria in West Side Story. Hoewel ze de hoofdrol niet kreeg, werd ze wel gekozen als achtergronddanseres.

### Opleiding en carrière
In 1973 behaalde Jemison haar diploma aan de Morgan Park High School in Chicago. Op zestienjarige leeftijd begon ze aan de Stanford Universiteit. Hoewel ze eigenlijk nog te jong was om het ouderlijk huis te verlaten, liet dat haar niet tegenhouden — later zei ze daarover dat ze "naïef en koppig genoeg" was om het toch te doen. In haar klassen waren maar weinig andere Afro-Amerikaanse studenten, en Jemison kreeg nog steeds te maken met discriminatie van sommige leraren. In een interview met The Des Moines Register in 2008 vertelde ze dat het niet makkelijk was om op die leeftijd naar Stanford te gaan. ze beweerde dat enige arrogantie noodzakelijk is voor vrouwen en minderheden om succesvol te zijn in een door blanke mannen gedomineerde maatschappij.
Aan Stanford was Jemison actief betrokken bij het studentenleven. Zo was ze hoofd van de Black Students Union en choreografeerde ze ook een musical- en dansvoorstelling genaamd Out of the Shadows . In haar laatste jaar worstelde ze met een moeilijke keuze: zou ze na haar afstuderen een medische opleiding volgen of toch haar droom najagen om professioneel danseres te worden? In 1977 studeerde ze uiteindelijk af met twee bachelordiploma’s: één in chemische technologie en één in Afrikaanse en Afro-Amerikaanse studies . Tijdens haar tijd aan Stanford hield ze zich ook bezig met ruimtevaartgerelateerde onderwerpen — een verlengstuk van haar kinderlijke fascinatie voor de ruimte — en overwoog ze voor het eerst om te solliciteren bij NASA.
Jemison maakte uiteindelijk deel uit van NASA Astronaut Group 12. Deze groep van 15 astronauten begon hun training in juni 1987 en werden in augustus 1988 astronaut. Jemisons eerste en enige ruimtevlucht was STS-47 met de spaceshuttle Endeavour en vond plaats op 12 september 1992. Tijdens de missie werden verschillende experimenten uitgevoerd in de Spacelab-module. 
Na haar NASA-carrière werd Jemison professor milieustudies in Dartmouth College, waar ze onderzoek voerde naar de mogelijkheden en beperkingen van interstellaire ruimtevaart en ook aan het hoofd stond van het Jemison Institute for Advancing Technology in Developing Countries. Ze richtte daar tevens The Jemison Group op, met de missie technologie in te zetten om gezondheidszorg in ontwikkelingslanden te verbeteren. Jemison zet zich tevens actief in voor de rechten van vrouwen en minderheden. In 1994 stichtte Mae Jemison het Earth We Share-programma voor jongeren, waarin ze een sociaal-educatieve doelstelling verbindt met haar wetenschappelijke missie.

## Speciale eerbetonen
- National Achievement Scholarship (1973-1977)
- CIBA Award for Student Involvement (1979)
- De KU Leuven promoveerde haar tot doctor honoris causa.[29] (2020)

- Bibsys: 1602158143521
- CiNii: DA18702915
- International Standard Name Identifier: 0000 0000 3551 7940
- Library of Congress Control Number: n95004729
- Nationale Bibliotheek van Israël: 987008116376905171
- Nationale Bibliotheek van Polen: a0000003806450
- SNAC: w6524n3s
- Virtual International Authority File: 33699121
- WorldCat: E39PBJycK4DfhxQhpRc8m43G73